# Mistorf
Mistorf település Németországban, Mecklenburg-Elő-Pomeránia tartományban. Lakosainak száma 641 fő (2023. december 31.).

## Népesség
A település népességének változása:
| Lakosok száma | 646  | 650  | 638  | 637  | 630  | 641  |
|               | 2014 | 2017 | 2019 | 2021 | 2022 | 2023 |